# 非洲楝
非洲楝（学名：Khaya senegalensis），为楝科非洲楝属下的一个植物种。

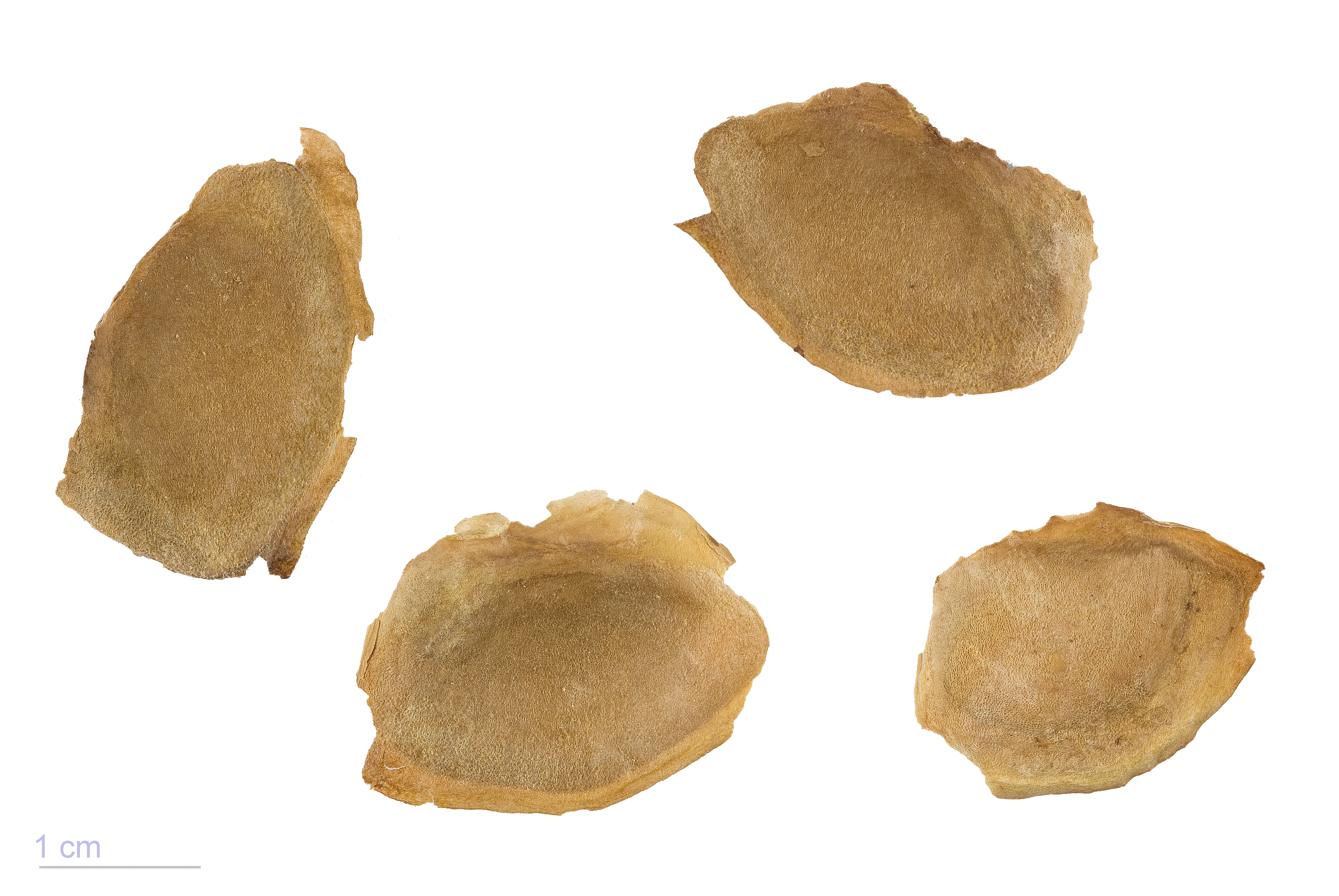
Khaya senegalensis

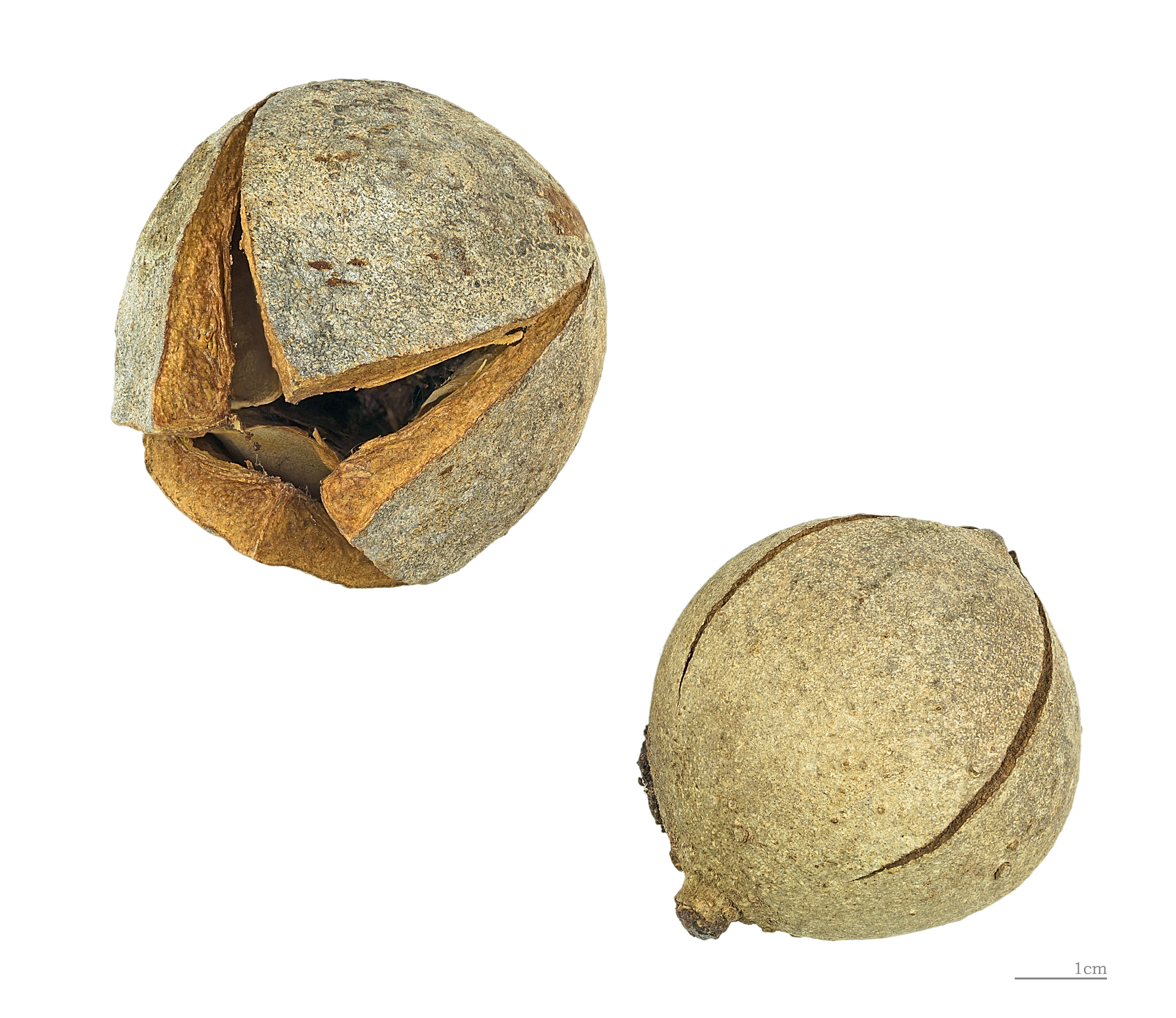
Khaya senegalensis